# Jacques-Nicolas Husson
Jacques-Nicolas Husson (16 février 1754, Chambley - 14 février 1810, Briey), est un homme politique français.

## Biographie
Il entra dans les ordres, puis il devint président du tribunal du district de Briey sous la Révolution. Il fut élu, le 24 germinal an VI, député de la Moselle au Conseil des Anciens, où il demanda l'annulation de toutes les opérations des assemblées primaires de Lyon. Réélu par le même département au Conseil des Cinq-Cents, le 27 germinal an VII, il adhéra au coup d'État du 18 brumaire, et fut nommé, le 28 floréal an VIII, président du tribunal civil de Briey.

## Sources
- « Jacques-Nicolas Husson », dans Adolphe Robert et Gaston Cougny, Dictionnaire des parlementaires français, Edgar Bourloton, 1889-1891 [détail de l’édition]